# ホルヘ・メスター
ホルヘ・メスター（Jorge Mester、1935年4月10日 - ） は、メキシコの指揮者。

## 経歴
1935年4月10日、ハンガリー人の両親のもとメキシコシティに生まれる。メキシコシティのアメリカン・スクールとハリウッドの陸軍士官学校で学んだのち、1952年から1958年までジュリアード音楽院で指揮をジャン・モレルに師事した。この間、バークシャー音楽センターでレナード・バーンスタインに師事し、パリでアルベール・ヴォルフの薫陶も受けた。
1955年にメキシコ国立交響楽団でデビューを飾り、1959年から1960年にかけてはセントルイス・フィルハーモニー管弦楽団、1961年から1962年にかけてはニューヨークのグリニッジ・ヴィレッジ交響楽団の音楽監督を務めた。また、1960年に、スポレート音楽祭の『サロメ』でオペラデビューした。
1958年には母校で教鞭を執った。1969年から10年間に渡ってルイヴィル管弦楽団の首席指揮者を務めた。そして、1970年から1990年までアスペン音楽祭の音楽監督を務め、1984年から2010年までパサデナ交響楽団の首席指揮者と歴任した。パサデナ交響楽団の在任中には、1998年からメキシコシティ・フィルハーモニー管弦楽団の首席指揮者を兼任した。2004年にはネイプルズ・フィルハーモニー管弦楽団の首席指揮者に転任した。2006年から2013年まで、ルイヴィル管弦楽団の首席指揮者を再び務めた。